# Heilige Schriften
Als heilige Schriften bezeichnet die vergleichende Religionswissenschaft Texte, die für eine Religion normativ sind. In den unterschiedlichen Religionen gibt es auch ein je unterschiedliches Verständnis, was als normativer Text gilt. Ebenso ist die jeweilige Autorität eines Textes in den Religionen unterschiedlich. Religionen, die sich stark an Texten orientieren, nennt man auch Schrift- oder Buchreligionen. In schriftlosen Kulturen spielen kollektive Überlieferungen von Mythen als orale Texte die gleiche Rolle wie heilige Schriften (siehe auch: Ethnische Religion).

## Definition
Merkmale heiliger Schriften, die vorliegen können, sind:
1. Die Schrift gilt als normativ, d. h., Glaubensfragen, ethische Fragen oder rituelle Fragen werden durch Berufung auf die heilige Schrift entschieden, womit eine letztgültige Entscheidung vorliegt (siehe auch Dogma).
2. Die Schrift wird wörtlich zitiert im Gottesdienst, im Kult oder Ritual und spielt dort eine zentrale oder grundlegende Rolle.
3. Die heilige Schrift wird als zentrale Schrift, zentrale Referenz oder als Dokument der Religionsgründung angesehen.
4. Es gibt eine Schriftauslegung und Interpretation, manchmal gibt es Richtungen und Schulen um verschiedene Möglichkeiten der Auslegung.
5. Die Schrift ist mit dem Religionsstifter verbunden, oder dem Gott, bzw. den Gottheiten, die diese Schrift besonders inspiriert haben. Häufig gilt sie als wesentliches Dokument der Lehre des Religionsstifters oder als von Gottheiten offenbarte Schrift.
6. Die Schrift bildet einen Kanon.
7. Die Schriften sammeln als authentisch geltende Überlieferungen, Erzählungen, Offenbarungen, Liedgut, Ritualistik, Weisheitstexte.
8. Häufig gelten die heiligen Schriften als das älteste Zeugnis einer Religionsgemeinschaft.
9. Die heiligen Schriften spielen in der Frömmigkeit eine besondere Rolle, durch eine verehrende und liebende Lesung und Rezitation. Kunst, Ethik, Musik und Erzählungen einer Religion sind zentral von diesen Schriften inspiriert.
10. Heilige Schriften werden oft als archetypisch präsent in einer himmlischen oder jenseitigen Welt angesehen, so gibt es auch häufig die Vorstellung, die Schrift habe schon vor ihrer weltlichen Niederschrift existiert und sei dann offenbart worden.
11. Heilige Schriften werden von Religionsgemeinschaften oftmals von anderen religiösen Schriften unterschieden, sie haben dann einen höheren Wert als die übrige religiöse Literatur, auch im qualitativen Sinne.
12. Für den Umgang mit heiligen Schriften gelten oft besonders respektvolle Regeln, so dass sich heilige Schriften von anderen Gegenständen der Buchkultur deutlich abheben.[3]

## Heilige Schriften verschiedener Religionen
- Im Judentum steht der Begriff für Tanach und Talmud,
- im Christentum für die Bibel, die in Altes Testament und Neues Testament aufgeteilt wird,
- im Islam für den Koran und den Hadith, Liste: Heilige Bücher des Islam
- im Bahaitum sind es unter anderem das „Heiligste Buch“ sowie das „Das Buch der Gewissheit“ ebenso wie die Schriften vorangegangener Weltreligionen (siehe: Fortschreitende Offenbarung).

Der Begriff „Heilige Schrift“ unterscheidet dort die Texte, die als Gottes Selbstmitteilung gelten oder diese enthalten, von ihrer menschlichen, mündlichen und schriftlichen Auslegung.
- Die Veden, die Bhagavadgita[4] und die Puranas des Hinduismus sind, neben anderen Schriften des Hinduismus, heilige Schriften.[5]
- Der Guru Granth Sahib (auch Adi Granth, „Ur-Buch“) ist das heilige Buch der Sikhs.[6]
- Im Theravada-Buddhismus gilt der Pali-Kanon als heilige Schrift.[7]
- Der Mahayana-Buddhismus hat hier keine zentrale Schrift, die für alle Richtungen gültig ist. Heilige Schriften bestimmter Schulen sind beispielsweise: Das Herz-Sutra, das Lotos-Sutra und Sutren des Amitabha-Buddhismus.[8]
- Für den tibetischen Buddhismus gelten Kanjur und Tanjur, Sammlungen kanonischer Schriften, als heilige Schriften.[9]
- Die Bön-Religion verfügt ebenfalls über Kanjur und Tanjur.[10]
- Für den Daoismus gelten das Daodejing, Zhuangzi und der Daozang als heilige Schriften.[11]
- Für den Konfuzianismus gelten die Fünf Klassiker und Vier Bücher als heilige Schriften.[12]
- Für den Shintoismus gelten das Kojiki und das Nihongi als heilige Schriften.[13]
- Für den Zoroastrismus/Parsismus gilt der Avesta als heilige Schrift.[14]
- Für die Mormonen sind das Buch Mormon, die Bibel,  Lehre und Bündnisse und die Köstliche Perle die heiligen Schriften im Schriftenkanon.[15][16]
- Für Thelema gilt das Liber AL vel Legis als heilige Schrift.
- Für die Wicca-Religion gilt das selbst geschriebene, individuelle Buch der Schatten als heilige Schrift.[17]
- Für Pastafari gilt das Evangelium des Fliegenden Spaghettimonsters als heilige Schrift.[18]

Ebenso gibt es in vielen anderen Religionen oder religiösen Bewegungen Schriften, die als heilig angesehen werden, z. B. im Jainismus und bei den Drusen.